# Kortnäbbad smaragd
Kortnäbbad smaragd (Chrysuronia brevirostris) är en fågel i familjen kolibrier.

## Utseende och läte
Kortnäbbad smaragd är en liten kolibri med kort och svart näbb och helt vit undersida. Hanens sång består av en hård och skallrande drill.

## Utbredning och systematik
Kortnäbad smaragd förekommer i norra Sydamerika. Den delas in i tre underarter med följande utbredning:
- Chrysuronia brevirostris brevirostris – förekommer i östra Venezuela, Guyana, Surinam och allra nordligaste Brasilien (Roraima)
- Chrysuronia brevirostris chionopectus – förekommer på Trinidad
- Chrysuronia brevirostris orienticola – förekommer i kustnära områden i Franska Guyana

### Släktestillhörighet
Arten placeras traditionellt i släktet Amazilia, men genetiska studier visar att arterna i släktet inte står varandra närmast. Den har därför flyttats till släktet Chrysuronia.

## Levnadssätt
Kortnäbbad smaragd hittas i savann, torra skogar och miljöer påverkade av människan. Likt andra kolibrier ses den ryttla vid blommor. Hanen sjunger från exponerade grenar under trädtaket.

## Status
Arten har ett stort utbredningsområde och beståndet anses vara stabilt. Internationella naturvårdsunionen IUCN listar den därför som livskraftig (LC).